# بورگوارد پی۱۰۰
بورگوارد پی۱۰۰ (Borgward P100) خودرویی است که در سال‌های June ۱۹۵۹ تا ۱۹۶۱۲،۵۳۰  built by Borgwardتولید شده‌است.
طراحی آن خودروهای موتور جلو-محور عقب بوده طول آن در حالت طبیعی ۴٬۷۱۵ میلیمتر (۱۸۵٫۶ اینچ)، عرض آن در حالت طبیعی ۱٬۷۳۸ میلیمتر (۶۸٫۴ اینچ)، ارتفاع آن در حالت طبیعی ۱٬۴۲۰ میلیمتر (۵۶ اینچ) و وزن آن در حالت طبیعی ۱٬۶۵۰ کیلوگرم (۳٬۶۴۰ پوند) است.
موتور آن ۲۲۴۰ سی‌سی سیستم جعبه‌دندهٔ آن به صورت دستی است.